# Chiến dịch Berlin (1945)
Chiến dịch Berlin là chiến dịch tấn công cuối cùng của Hồng quân Liên Xô trong Chiến tranh Xô-Đức. Tại chiến dịch này – diễn ra từ ngày 16 tháng 4 đến 9 tháng 5 năm 1945 – Hồng quân Xô Viết đã đánh tan lực lượng vũ trang Đức được giao nhiệm vụ bảo vệ thành phố Berlin, qua đó chiếm được thủ đô của Đức Quốc xã, buộc lãnh tụ (Führer) Đảng Quốc xã là Adolf Hitler phải tự sát vào ngày 30 tháng 4 năm 1945. Nhà nước Đức Quốc Xã bị đánh bại hoàn toàn và phải đầu hàng vô điều kiện, chấm dứt Chiến tranh thế giới thứ hai trên chiến trường châu Âu.

## Hoàn cảnh
Xem chi tiết: Âm mưu 20 tháng 7; Chiến dịch Đông Phổ; Chiến dịch đông Pomerania; Chiến dịch Silesia; Trận Ardennes; Chiến dịch Budapest; Chiến dịch Wien; Chiến dịch Wisla-Oder.

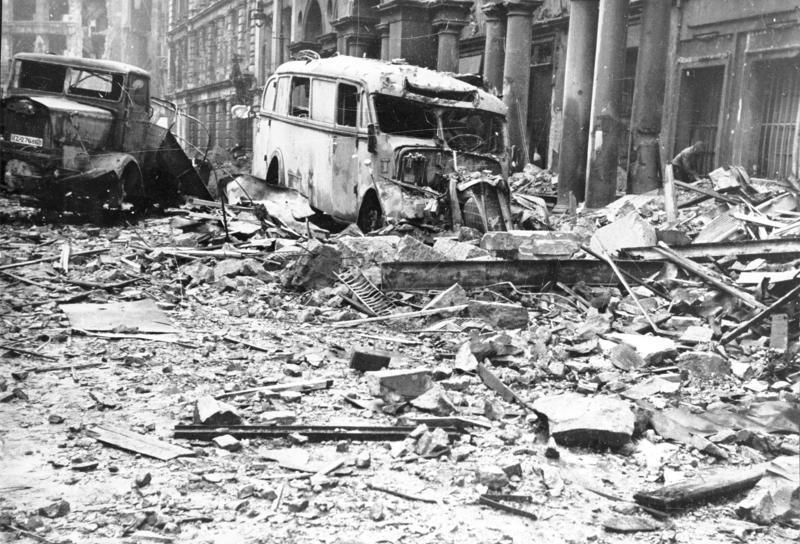
Tàn tích của các tòa nhà và xe cộ ở Berlin sau các cuộc không kích của Anh-Mỹ vào ngày 3 tháng 2 năm 1945

Vào những tháng đầu năm 1945, Đế chế thứ Ba của nước Đức bước vào cơn hấp hối thật sự. Nền kinh tế và công nghiệp chiến tranh Đức sụp đổ: nhân dân thiếu lương thực trầm trọng, các mục tiêu kinh tế, quốc phòng của Đức bị không quân Đồng Minh Anh-Mỹ tàn phá rất nặng nề và không còn cơ hội khôi phục, các nhà máy xí nghiệp Đức do kết quả của tổng động viên đã thiếu trầm trọng các nguồn nhân công có trình độ. Các nỗ lực chiến tranh quá tải trong nhiều năm bây giờ đã phát tác đến mức không thể khắc phục nữa. Khi các đồng minh của Đức tan rã và đất đai rơi vào tay đối phương thì các nguồn nguyên liệu, nhiên liệu cũng không còn, kinh tế và sản xuất quốc phòng của Đức thụt giảm thê thảm. Đặc biệt khi mất România thì nguồn dầu mỏ duy nhất nuôi sống quân đội và nền kinh tế Đức đã bị cắt đứt hoàn toàn. Thiếu vũ khí, thiếu nhiên liệu thì dù quân đội Đức nổi tiếng kỷ luật, kiên cường cũng không thể chiến đấu hiệu quả.

Quốc trưởng Hitler động viên các thiếu niên thuộc lực lượng Volkssturm (Dân quân tự vệ) trong trận đánh bảo vệ Berlin

Sau vụ mưu sát Hitler bất thành ngày 20 tháng 7 năm 1944, hàng ngũ sĩ quan tướng lĩnh cao cấp Đức bị xáo trộn lớn, một bộ phận rất lớn tướng lĩnh Đức tuy không bị truy tố nhưng bị nghi kỵ và không được tin dùng. Hitler nghi ngờ quân đội và chỉ tin tưởng lực lượng SS, ông bổ nhiệm thủ lĩnh SS Reichsführer-SS Heinrich Himmler làm tư lệnh cụm tập đoàn quân Wisla. Mâu thuẫn giữa SS và quân đội Đức ngày càng trầm trọng. Quân đội Đức trong năm cuối chiến tranh có chất lượng suy sụp trầm trọng quân số phần nhiều là các lực lượng mới động viên cả người già và thiếu niên từ các tổ chức bán quân sự, huấn luyện kém lại thêm tinh thần chiến đấu đã xuống thấp, tâm lý chán chường, trong quân đội ai cũng hiểu Đế chế đã thua trận. Tuy với những khó khăn như vậy, với sự vô vọng của chiến tranh nhưng cuộc kháng cự kiên cường dữ dội đến cùng trên chiến trường phía đông trong giờ phút cuối cùng của chiến tranh đã cho thấy bản lĩnh, tính chuyên nghiệp, lòng trung thành và kỷ luật cực cao của quân đội và người dân Đức.
Ngay bản thân lãnh tụ Hitler trong tình hình khốn quẫn đã mất hết sự sáng suốt của nhà lãnh đạo quốc gia và người cầm quân. Ông càng ngày càng sa vào các cơn kích động thần kinh và các mệnh lệnh chiến đấu càng ngày càng giống với cơn mê sảng: cho đến ngày cuối cùng của Đế chế các mệnh lệnh tấn công, phản công không tưởng của Hitler vẫn liên tiếp được đưa ra mà không cần biết có khả thi hay không.
Tại mặt trận phía Tây, việc để mất Ý, Pháp, Bỉ cùng với thất bại trong các nỗ lực tấn công tuyệt vọng như tại chiến dịch Ardennes quân Đức đã bị nén chặt giữa hai gọng kìm. Mặc dù có mệnh lệnh của Hitler đứng vững tại mọi mảnh đất để chống lại mọi kẻ thù, nhưng các tướng lĩnh Đức thấy rõ kết cục đầu hàng không thể tránh khỏi nên có xu hướng kiên quyết tử thủ tại mặt trận phía đông nhằm kìm hãm đến mức tối đa tốc độ tiến quân của quân đội Xô Viết, trong khi đó thả lỏng mặt trận phía tây, nơi có sự hiện diện của Anh-pháp-Mỹ. Đến các tháng 3 và tháng 4 năm 1945, quân Đức thậm chí mở cửa mặt trận phía tây vì muốn liên quân Anh-Mỹ-Pháp càng tiến nhanh vào đất Đức càng tốt, trong khi đó chiến sự tại mặt trận phía đông vẫn diễn ra cực kỳ ác liệt đến ngày cuối cùng. Thậm chí sau khi đã chính thức đầu hàng, quân Đức tại mặt trận phía đông tiếp tục chiến đấu dữ dội, cố gắng chọc thủng vòng vây Xô Viết để chạy sang đầu hàng phía Đồng Minh.
Từ ngày 12 tháng 1 đến 3 tháng 2 năm 1945, Hồng quân tổ chức chiến dịch Wisla-Oder, đây là chiến dịch đánh tan các lực lượng Đức trên hướng phòng thủ Warsaw – Berlin. Chiến dịch Wisla-Oder là một thắng lợi rất to lớn của quân đội Xô Viết vào giai đoạn cuối của chiến tranh, đã tiêu diệt hoàn toàn 35 sư đoàn Đức, và làm thiệt hại nặng 25 sư đoàn khác, bắt sống 14 vạn tù binh và một lượng lớn khí giới của quân Đức. Đã giải phóng đại bộ phận Ba Lan, đã tạo điều kiện rất thuận lợi cho quân đội Đồng Minh trên mặt trận phía tây và là tiền đề để tiến hành các chiến dịch Pomerania và Silesia tiếp theo. Đặc biệt chiến dịch này đã đưa Hồng quân vào trung tâm nước Đức chỉ còn cách thủ đô Berlin của Hitler chỉ 60 km đường chim bay. Từ các bàn đạp này, Hồng Quân sẽ tiến hành chiến dịch Berlin nhằm chiếm thủ đô Đức để bắt Đức Quốc xã phải đầu hàng.
|                                                             | 22-6-1941 | 1-11-1942 | 1/1/1945  |
| ----------------------------------------------------------- | --------- | --------- | --------- |
| Quân số tại mặt trận (triệu người)                          | 2,9/5,6   | 6,1/6,1   | 6,0/3,1   |
| Xe tăng hạng nặng, hạng trung và pháo tự hành (nghìn chiếc) | 1,8/3,7   | 6,0/6,6   | 11/4,0    |
| Pháo và súng cối (nghìn khẩu)                               | 34,7/47,3 | 72,5/70,1 | 91,4/28,5 |
| Máy bay chiến đấu hiện đại (nghìn chiếc)                    | 1,5/5,0   | 3,1/3,5   | 14,6/2,0  |

Vì hình thế của mặt trận sau chiến dịch Wisla-Oder tại hướng Berlin đã tạo thành một mũi nhọn ăn sâu về phía lãnh thổ Đức và tại hai sườn bắc và nam của Hồng quân là các khối quân Đức còn rất mạnh tại Pomerania, Đông Phổ và Silesia rất có thể sẽ phản công mạnh vào sườn hai phương diện quân Belorussia 1 của Nguyên soái Georgy Zhukov và phương diện quân Ukraina 1 của Nguyên soái Ivan Konev nên Bộ chỉ huy tối cao Xô Viết vào ngày 3 tháng 2 năm 1945 đã chủ động chấm dứt chiến dịch và chuyển trọng tâm tấn công tiếp theo sang nhiệm vụ đánh tiêu diệt các khối quân Đức tại Pomerania, Đông Phổ và Silesia, đó là các chiến dịch Đông Pomerania, chiến dịch Đông Phổ, chiến dịch hạ Silesia và chiến dịch thượng Silesia diến ra từ tháng 2 đến tháng 4 năm 1945, sau các chiến dịch này quân đội Đức về cơ bản đã trắng tay.
Sau các chiến dịch Đông Pomerania của hai phương diện quân Belorussia 1 và Belorussia 2 và chiến dịch Silesia của hai phương diện quân Ukraina 1 và Ukraina 4, các khối quân lực Đức tại hai sườn bắc và nam của hai phương diện quân Zhukov và Konev đã bị đánh tan không còn khả năng phản công vào sườn quân đội Liên Xô trên hướng Berlin. Hồng quân đã hội đủ điều kiện cho trận đánh cuối cùng dứt điểm Đế chế thứ Ba của Hitler. Kể từ năm 1941 qua các năm 1942, 1943, 1944 đến năm 1945, tương quan lực lượng giữa quân đội Liên Xô và Quân đội Đức Quốc xã đã có nhiều thay đổi, ưu thế về binh lực, vũ khí, khí tài và phương tiện chiến tranh từ chỗ nghiêng về quân đội Đức Quốc xã đã nghiêng về phía quân đội Liên Xô:

## Diễn biến
Đây là thời điểm rất nhiều tế nhị chính trị: càng gần thắng lợi cuối cùng thì sự nghi kỵ giữa Liên Xô và các đồng minh tư bản chủ nghĩa Anh, Mỹ càng tăng lên, mặc dù đã có sự thỏa thuận giữa lãnh đạo ba cường quốc Đồng Minh về khu vực chiếm đóng của từng bên sau chiến tranh nhưng quân đội Anh, Mỹ cũng không từ bỏ cám dỗ chiếm Berlin nếu có thể vì đánh chiếm thủ đô Đức gắn liền với uy tín và vai trò của quốc gia trong việc đánh thắng chủ nghĩa phát xít. Stalin ra lệnh cho các nguyên soái Zhukov và Konev phải chạy đua với đồng minh nhanh chóng chiếm Berlin và chiếm lĩnh lãnh thổ Đức càng nhiều càng tốt để phục vụ cho các mục tiêu chính trị hậu chiến.
Đối mặt với Hồng quân Liên Xô lúc này có 133 sư đoàn Đức trong khi lực lượng Đồng Minh phải chiến đấu với 114 sư đoàn Đức ở mặt trận phía Tây và mặt trận Ý. Luftwaffe (Không quân Đức Quốc xã) có trên 5.500 chiến đấu cơ trong đó 1.700 chiếc đang chiến đấu ở phía Đông chống Liên Xô.. Tại hướng Berlin lực lượng Đức là hai cụm tập đoàn quân:
- Tại cánh Bắc là Cụm tập đoàn quân Wisla của tư lệnh Đại tướng Gotthard Heinrici. Đây là lực lượng chính bảo vệ Berlin, khu vực bố phòng của cụm quân này bao phủ toàn bộ lãnh thổ Berlin trên khu vực hướng sông Oder và đối diện với Phương diện quân Belorussia 1 và Belorussia 2 của Zhukov và Rokossovsky, cụm Wisla gồm Tập đoàn quân xe tăng số 3, tập đoàn quân dã chiến số 9.
- Tại cánh nam là Cụm tập đoàn quân Trung tâm của tư lệnh Thống chế Ferdinand Schörner trên hướng sông Neisse đối chọi lại Phương diện quân Ukraina 1 và Belorussia 1 của Nguyên soái Konev và Zhukov. Cụm Trung tâm gồm tập đoàn quân xe tăng số 4, tập đoàn quân dã chiến số 17.

Tổng cộng quân Đức của hai cụm quân Heinrici và Schörner có 48 sư đoàn bộ binh, 6 sư đoàn xe tăng và 9 sư đoàn cơ giới cùng các đơn vị độc lập khác tổng cộng 700.000 quân. Tại phía sau hai cụm quân này Đức chỉ còn 8 sư đoàn làm lực lượng dự bị chiến lược cuối cùng.
Hệ thống phòng thủ của Đức gồm tuyến Oder – Neisse (Nysa) có chiều sâu từ 20 đến 40 km gồm 3 tuyến chiến hào. Tiếp đến là khu vực phòng ngự thủ đô gồm 3 tuyến vòng ngoài, vòng trong và vành đai bao của thành phố. Trong nội đô chia thành 9 khu phòng thủ trong đó khu trung tâm các cơ quan chính phủ được biến thành pháo đài cực mạnh do những lực lượng SS trung thành nhất bảo vệ. Vũ khí được phát cho người dân Đức và các lực lượng Thanh niên Hitler và dân quân tự vệ bán vũ trang Volkssturm. Theo Liên Xô chỉ tính riêng trong nội đô có hơn 200 tiểu đoàn quân đội, SS và lực lượng bán vũ trang Đức với số quân trên 20 vạn người. Tuy nhiên trên thực tế chỉ có 45.000 thành viên của Đoàn Thanh niên Adolf Hitler và 40.000 quân tình nguyện Volkssturm.
. Hệ thống tàu điện ngầm được sử dụng cho việc cơ động bí mật các lực lượng và biến thành các cứ điểm kháng cự.

### Bao vây các khối quân phòng thủBerlin
Phía Liên Xô để tấn công dứt điểm Berlin, cần huy động 2,5 triệu quân; 41.600 súng cối và đại bác; 3.255 dàn pháo binh phản lực Katyusha; 6.250 xe tăng và pháo tự hành; 7.500 máy bay. Từ phía bắc xuống phía nam Hồng quân Liên Xô bố trí 3 phương diện quân để tham gia chiến dịch:
- Phương diện quân Belorussia 2 của Nguyên soái Konstantin Rokossovsky gồm: tập đoàn quân xung kích số 2, các tập đoàn quân số 19, 49, 65, 70; tập đoàn quân không quân số 4; ba quân đoàn xe tăng cận vệ số 1, 3, 8; quân đoàn cơ giới cận vệ số 8. Phương diện quân này có nhiệm vụ tấn công từ bàn đạp Shtettin (Szczecin) đông bắc Berlin trên sông Oder dùng cánh trái của mình phối hợp với Phương diện quân Belorussia 1 của Zhukov tấn công trên hướng Oder, nhưng nhiệm vụ chính là đè bẹp tập đoàn quân xe tăng số 3 Đức của cụm Wisla không cho phản công giải cứu Berlin từ phía bắc, phát triển thật nhanh về phía tây và tây bắc tại cánh bắc Berlin chạy đua với tập đoàn quân số 2 của Anh và tập đoàn quân số 9 của Mỹ đang từ phía tây tiến lại, người Nga muốn chiếm càng nhiều lãnh thổ Đức về phía tây càng tốt.
- Phương diện quân Belorussia 1 của Nguyên soái Georgy Zhukov là lực lượng chủ công đánh chiếm Berlin lực lượng gồm: các tập đoàn quân xe tăng cận vệ số 1, 2; các tập đoàn quân không quân số 16, 18; tập đoàn quân cận vệ số 8; các tập đoàn quân xung kích số 3, 5; các tập đoàn quân số 3, 33, 47, 61, 69; tập đoàn quân Ba Lan số 1; các quân đoàn xe tăng số 9, 11; các quân đoàn kỵ binh cận vệ số 2, 7. Nhiệm vụ của Phương diện quân này là từ bàn đạp Kiustrin phía chính đông Berlin tấn công tiêu diệt tập đoàn quân số 9 và tập đoàn quân xe tăng số 4 của Đức, bao vây Berlin và đánh chiếm thành phố.
- Phương diện quân Ukraina 1 của Nguyên soái Ivan Konev gồm tập đoàn quân xe tăng cận vệ số 3, 4; tập đoàn quân không quân số 2; các tập đoàn quân cận vệ số 3, 5; các tập đoàn quân số 13, 28, 52; tập đoàn quân Ba Lan số 2; quân đoàn xe tăng cận vệ số 4 và 25; quân đoàn cơ giới cận vệ số 7; quân đoàn kỵ binh cận vệ số 1. Nhiệm vụ của phương diện quân này là đè bẹp phòng ngự của cụm tập đoàn quân Trung tâm trên hướng bàn đạp trên sông Neisse, đưa lực lượng cơ động tiến nhanh mạnh về phía tây tại cánh nam Berlin chạy đua với tập đoàn quân số 1 và số 3 của Mỹ đang từ phía tây tiến lại, chiếm càng nhiều đất Đức càng tốt.

Ngày 16 tháng 4 năm 1945, Hồng quân tổng tấn công Berlin.
- Tại hướng chính diện từ bàn đạp Kiustrin Phương diện quân Belorussia 1 của Nguyên soái Zhukov tấn công dãy cứ điểm Đức tại điểm cao Seelow án ngữ phía tây sông Oder. Quân Đức từ trước đã tháo cống trên sông Oder gây ngập lụt các vùng đất thấp bắt buộc phương diện quân Zhukov phải tấn công chính diện cao điểm Seelow đã được bố phòng rất kiên cố. Để tăng hiệu quả tác động tâm lý trong tấn công đêm, Zhukov đã cho bố trí 150 dàn đèn pha phòng không chiếu thẳng vào mắt quân phòng thủ Đức, nhưng xem ra đạt hiệu quả không đáng kể. Quân Đức phòng thủ điểm cao Seelow rất rắn chắc dưới sự chỉ huy rất kinh nghiệm và bản lĩnh của tư lệnh Heinrici, Hồng quân thương vong rất lớn tại tuyến đầu Seelow nhưng không thể xuyên phá tuyến phòng thủ Đức theo đúng kế hoạch và có nguy cơ bế tắc. Để hâm nóng sự ganh đua giữa hai nguyên soái đầu bảng Zhukov và Konev, Tổng tư lệnh tối cao Liên Xô Stalin nói với Zhukov rằng sẽ điều quân của Konev ngược lên phía bắc chiếm Berlin nếu phương diện quân Belorussia 1 không thể vượt qua được Seelow. Zhukov dốc hết toàn lực vào trận kể cả các lực lượng xe tăng dùng để tấn công thọc sâu dự định dùng sau này... Và kết quả với sức mạnh rất to lớn Hồng quân đã dần đánh chiếm các tuyến chiến hào Seelow. Sau 3 ngày cận chiến rất quyết liệt, rất đẫm máu, đến 19 tháng 4 tuyến phòng thủ cuối cùng tại Seelow đã bị đè bẹp. Khoảng 210.000 quân Đức phải rút chạy nhưng đã bị các lực lượng Liên Xô bao vây tại vùng Halbe (trong 2 tuần sau đó, 90% lực lượng Đức ở đây đã bị tiêu diệt hoặc bị bắt làm tù binh). Từ đó đến Berlin là khoảng rộng chiến dịch, quân Đức không còn dự bị, không còn lực lượng nào có thể cản nổi phương diện quân Zhukov.

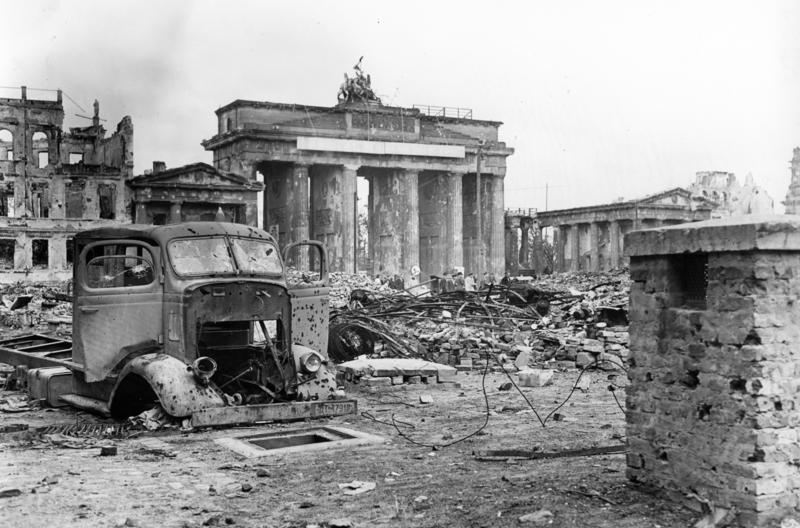
Cổng Brandenburg giữa những tàn tích của chiến dịch Berlin, tháng 6 năm 1945.

- Tại phía nam cuộc tấn công của Phương diện quân Ukraina 1 của nguyên soái Konev ngay từ ngày đầu đã diến ra thuận lợi theo đúng kế hoạch. Cụm tập đoàn quân Trung tâm Đức của Thống chế Ferdinand Schörner đã phối hợp không tốt: tập đoàn quân xe tăng số 4 của cụm quân này đã không hoàn thành nhiệm vụ che sườn phía nam cho tập đoàn quân số 9 của cụm Wisla đang phòng thủ hiệu quả tại Seelow. Phương diện quân Konev nhanh chóng đè bẹp phòng ngự Đức trên sông Neisse và xuyên phá vào tuyến ngăn cách giữa tập đoàn quân xe tăng số 4 và tập đoàn quân 9 của Đức, ào ạt tiến về phía tây. Chính sự đột phá mãnh liệt của Phương diện quân Ukraina 1 đã làm rối loạn tuyến phòng thủ Đức và tạo điều kiện cho Phương diện quân Belorussia 1 của Zhukov đè bẹp nốt sự kháng cự của Đức tại Seelow. Để trợ giúp cho nguyên soái Zhukov đã chậm tiến độ tấn công, nguyên soái Konev theo chỉ đạo của Stalin, ngày 20 tháng 4 quay mũi tấn công xe tăng lên phía bắc đánh tập hậu để bao vây Berlin và mũi xe tăng này đã tiến vào Potsdam phía tây Berlin. Để chống lại phương diện quân Konev đang tập hậu Berlin từ phía nam Hitler ra lệnh cho tập đoàn quân 12 Đức đang đối mặt quân Mỹ ở phía tây quay sang phía đông kết hợp với tập đoàn quân 9 định đánh vào 2 sườn cánh quân xe tăng của Konev nhưng những lực lượng đã rệu rã này chỉ như muối bỏ biển không thể làm nên chuyện gì lớn trước đối phương quá mạnh.
- Tại phía bắc Phương diện quân Belorussia 2 của nguyên soái Rokossovsky liên tiếp vượt sông đông Oder và tây Oder triển khai tấn công mãnh liệt, các trận đánh của phương diện quân này đã hoàn toàn trói chân tập đoàn quân xe tăng số 3 Đức của cụm Wisla định phản công giải cứu Berlin từ phía bắc. Các mũi tấn công của phương diện quân này vươn dài sang phía tây và tây bắc đến bờ biển Baltic và ở phía tây đã gặp tập đoàn quân Anh số 2 tại tuyến Vismar (Wismar)–Shverin (Schwerin)–Ludvigslust (Ludwigslust).

Tận dụng các thắng lợi của Phương diện quân Ukraina tại cánh nam, Phương diện quân Belorussia 1 của Nguyên soái Zhukov sau khi vượt qua tuyến Seelow ào ạt tiến sâu về phía Berlin trên hướng chính diện phía đông. Ngày 24 tháng 4 năm 1945 mũi tấn công của tập đoàn quân xe tăng cận vệ số 1 và tập đoàn quân cận vệ số 8 của Zhukov đã gặp tập đoàn quân xe tăng số 3 và tập đoàn quân số 28 của Konev tại phía đông Berlin và đã hoàn thành việc bao vây cô lập khối quân Đức phòng thủ ngoại vi phía đông và đông nam Berlin. Ngày hôm sau, 25 tháng 4, hai phương diện quân của Zhukov và Konev lại hợp vây tại phía tây Berlin và hoàn thành việc bao vây toàn bộ khối quân Đức phòng thủ trong nội thành Berlin, số phận Đệ tam Đế chế chỉ còn tính từng ngày. Cùng ngày tập đoàn quân cận vệ số 5 của phương diện quân Konev phát triển mạnh về phía tây đã gặp tập đoàn quân số 1 của Mỹ tại Torgau trên sông Elber.
Berlin đã trong vòng vây dày đặc. Hồng quân Liên Xô bắt đầu giai đoạn cuối cùng là đè bẹp các ổ kháng cự cuối cùng của Đức trong các trận đánh đường phố trong thủ đô Đức.

### Berlinthất thủ

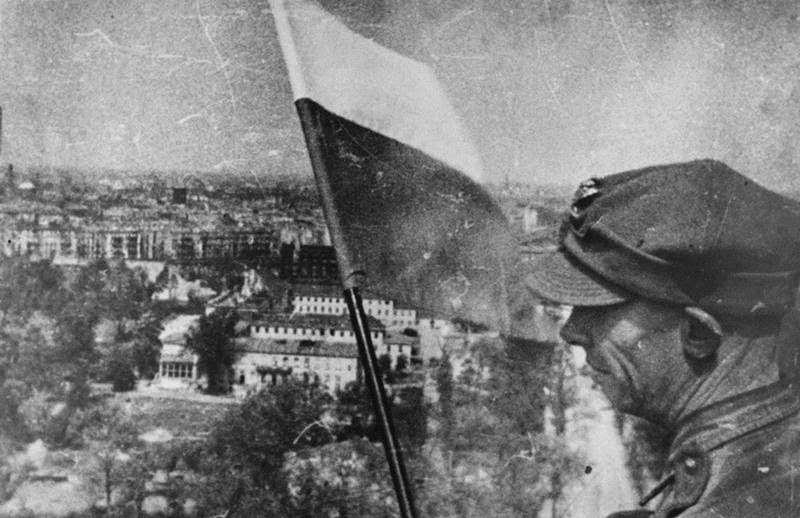
Quốc kỳ Ba Lan tung bay tại Berlin sau khi Hồng quân và Quân đội Ba Lan giành chiến thắng

Hơn 10 ngày cuối cùng từ 26 tháng 4 đến 9 tháng 5, Hồng Quân thủ tiêu nốt các ổ kháng cự tại Berlin. Với việc thành phố đã bị vây bọc hoàn toàn thì Berlin không thể cầm cự được lâu dài. Việc đánh chiếm Berlin được Phương diện quân Belorussia 1 tiến hành đồng thời với việc tiêu diệt khối quân Đức bị vây bên ngoài tại phía đông và đông nam thành phố, đến ngày 1 tháng 5 năm 1945 khối quân này gồm tập đoàn quân số 9, tập đoàn quân xe tăng số 4 về cơ bản đã bị tiêu diệt.
Việc đánh chiếm nội đô Berlin diến ra phức tạp hơn rất nhiều, quân Đức chống cự một cách tuyệt vọng đến cùng. Hai bên đánh nhau giành giật từng khu phố từng ngôi nhà. Tại đây loại súng chống tăng không giật vác vai Panzerfaust của Đức được phát rộng rãi xuống cho dân Đức và các lực lượng bán vũ trang đã phát huy tác dụng rất tốt: trong các trận đánh đường phố: gần 2.000 xe tăng và cơ giới các loại của Liên Xô đã bị phá hủy chỉ tính riêng trong nội đô Berlin.
Để trục xuất các nhóm lính Đức cố thủ trong các ngôi nhà, Hồng quân tách nhỏ các đơn vị xe tăng và pháo binh, đưa xuống cho các đơn vị bộ binh xung kích để hỗ trợ đánh nhau trong phố: đại bác, xe tăng Liên Xô nã thẳng trái phá vào các ô cửa sổ để trục quân Đức ra khỏi các chỗ ẩn náu. Hồng quân Liên Xô đã có kinh nghiệm chiến đấu trong thành phố: Hồng quân trước tiên đánh tiêu diệt các khu kho tàng đạn dược của đối phương, sau đó đánh chia nhỏ các khu vực kháng cự, cô lập và tiêu diệt dứt điểm từng khu. Quân Đức dù chống cự rất quyết liệt đến cùng nhưng khi hết đạn thì buộc phải tự sát hoặc đầu hàng. Hơn nữa lính Đức cố thủ trong phố đã không còn vũ khí hạng nặng, không thể đấu lại được với xe tăng, máy bay và pháo bắn thẳng của Hồng quân. Lính Đức, SS và Volkssturm dần dần bị đẩy khỏi các khối nhà và đến ngày 29 tháng 4 toàn bộ lực lượng Đức còn lại chủ yếu là các đơn vị SS trung thành nhất tập trung dày đặc tại khu vực Nhà quốc hội Đức (Reichstag) và Văn phòng đế chế (Reichschancellery) nơi có hầm ngầm của Hitler.
Ngày 29 tháng 4 đã diễn ra trận đánh cuối cùng chiếm khu Nhà quốc hội Đức: sau các đợt bắn phá dữ dội bằng pháo binh và không quân, các đơn vị Hồng quân xung phong cận chiến đánh chiếm Reichstag, chiến sự cực kỳ ác liệt và không khoan nhượng hai bên giành giật từng căn phòng, từng đoạn cầu thang, từng tầng lầu. Đến ngày 30 tháng 4 hầu hết lính Đức và SS tại đây đều đã chết. Hai người lính trinh sát Liên Xô của trung đoàn bộ binh 150, Sư đoàn bộ binh 79 thuộc Tập đoàn quân xung kích số 3, Phương diện quân Belorussia 1: trung sỹ Mikhail Alekseyvich Egorov người Nga và hạ sỹ Meliton Varlamovich Kantarya người Gruzia đại diện cho các dân tộc Xô Viết chiến thắng đã cắm quốc kỳ Liên Xô lên mái vòm Reichchtag.
Cùng ngày để không rơi vào tay đối phương, Adolf Hitler cưới Eva Braun và sau đó cả hai đã tự sát. Trong di chúc Hitler trao quyền Tổng thống đế chế (Reichspräsident) cho Đô đốc Karl Dönitz và Thủ tướng đế chế (Reichskanzler]) cho Bộ trưởng Tuyên truyền Joseph Goebbels. Reichskanzler mới cử đại tướng Hans Krebs – có thời từng là tùy viên quân sự Đức tại Moskva - đi gặp đối phương đề nghị đàm phán. Tư lệnh Liên Xô G.K. Zhukov cho phía Đức hơn 1 giờ để quyết định đầu hàng không điều kiện. Sau khi hết thời hạn, chiến sự lại tiếp tục bùng phát ác liệt như cũ. Ngày 1 tháng 5 năm 1945, ngay trước khi Hồng quân tràn vào văn phòng đế chế, vợ chồng tiến sĩ Goebbels tự tay tiêm thuốc độc cho 6 đứa con nhỏ của mình và tự sát.
Ngày 2 tháng 5 năm 1945 không còn gì để tiếp tục chiến đấu, tư lệnh phòng thủ thành phố Berlin, trung tướng pháo binh Đức Helmuth Weidling đã ra lệnh đầu hàng, tuy rằng trong thành phố vẫn còn nhiều trung tâm kháng cự của SS tiếp tục chiến đấu nhưng về cơ bản Berlin đã thất thủ.
Ngày 7 tháng 5 năm 1945 tại Rheims (Pháp) đại tướng Alfred Jold, tổng tham mưu trưởng bộ tư lệnh hành quân Đức thay mặt chính phủ Đế chế của đô đốc Karl Dönitz đã ký biên bản đầu hàng các quân đội Đồng Minh cùng Hồng quân Liên Xô trước các đại diện quân đội Anh, Pháp, Mỹ. Tổng tư lệnh tối cao Liên Xô Stalin bất bình và phản đối thể thức đầu hàng như vậy và yêu cầu nghi thức đầu hàng chính thức phải được diễn ra tại Berlin với đại diện cao nhất của Lực lượng vũ trang Đức Quốc xã và dưới sự chủ tọa của đại diện của Hồng quân Liên Xô để xứng đáng với sự đóng góp của Liên Xô vào sự nghiệp chung tiêu diệt chủ nghĩa phát xít. Lãnh đạo các nước Đồng Minh nhất trí coi việc ký đầu hàng ngày 7 tháng 5 là đầu hàng sơ bộ và sẽ tổ chức nghi thức ký chính thức đầu hàng của Đức tại Berlin. Hôm sau thống chế Tổng tư lệnh quân đội Đức Wilhelm Keitel cùng các đại diện hải, lục, không quân, các lực lượng vũ trang Đức đã được đưa đến Berlin.
Đêm 8 tháng 5 năm 1945, trước các đại diện quân đội Đồng Minh Anh, Pháp, Mỹ, Nguyên soái Liên Xô Georgy Konstantinovich Zhukov thay mặt phía Liên Xô chủ trì nghi lễ ký và tiếp nhận sự đầu hàng chính thức của Đức Quốc xã.
Ngày 9 tháng 5 năm 1945, sự đầu hàng của Đức Quốc xã có hiệu lực, Chiến tranh Xô-Đức đã chấm dứt.

## Hiệp ước cuối cùng

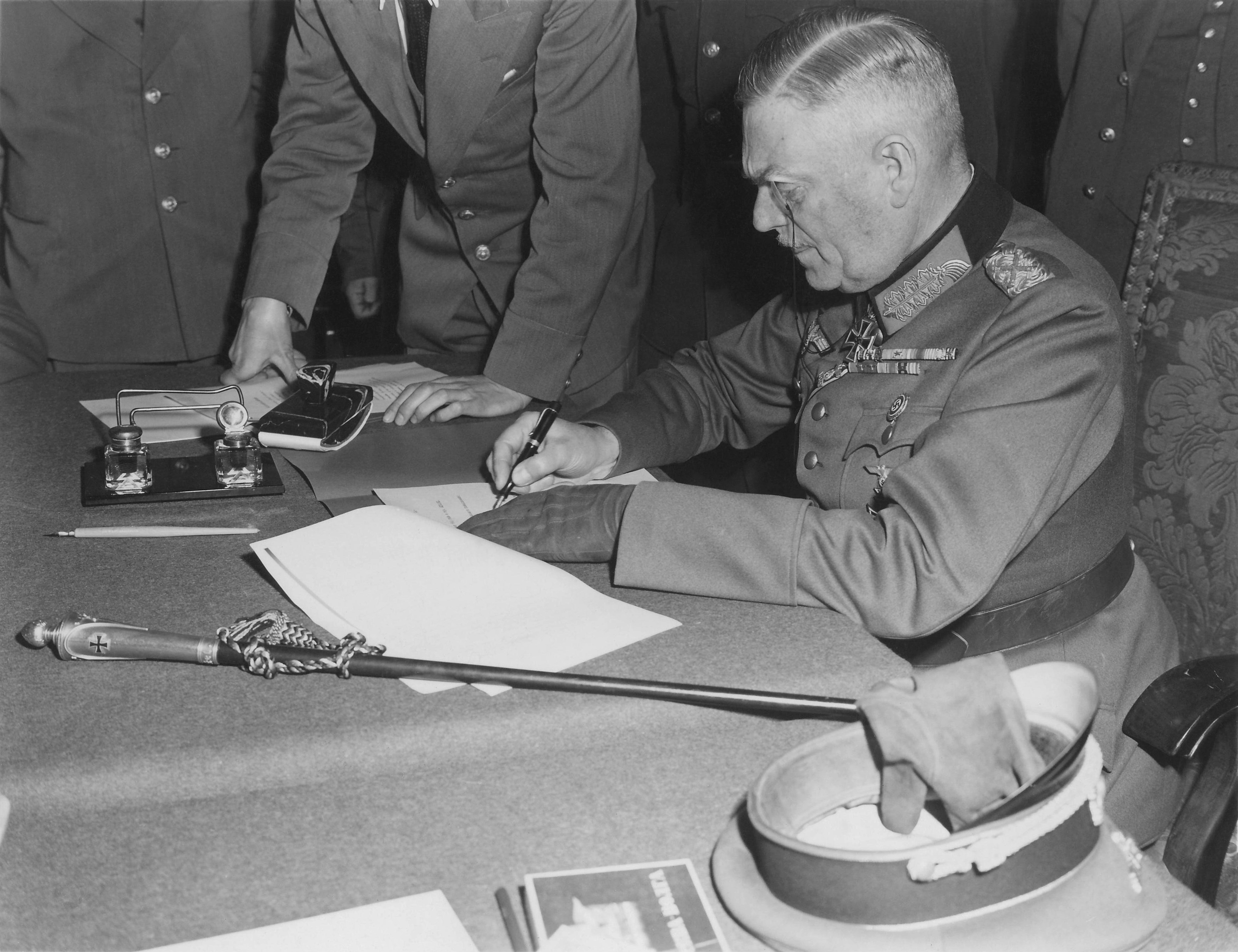
Thống chế Đức Wilhelm Keitel Tổng tư lệnh lục quân Đức ký biên bản đầu hàng không điều kiện tại Berlin

Theo một số tài liệu phương Tây, kể từ khi tiến vào nước Đức (1944-1945), ngoài việc cướp nhà dân và cửa hiệu Hồng quân Liên Xô đã hãm hiếp hàng chục ngàn phụ nữ và trẻ em người Đức để trả thù. Các vụ hiếp dâm giảm nhiều sau khi Đức quốc xã đầu hàng nhưng vẫn diễn ra lẻ tẻ cho tới năm 1948, khi chỉ huy quân đội Liên Xô kiên quyết ra lệnh buộc binh sĩ phải ở trong doanh trại và không được ra ngoài khi chưa được phép.
Tuy nhiên, các bằng chứng chứng tỏ các chỉ huy Hồng quân hoàn toàn không làm ngơ với các hành vi của binh lính. Những hành vi cướp bóc, hãm hiếp chỉ là bột phát do tâm lý muốn trả thù của binh lính chứ không phải là chủ trương của các cấp chỉ huy Hồng quân. Đại sứ Nga tại Anh cho biết "Đó là một sự ô nhục khi vu khống những người đã cứu thế giới khỏi chủ nghĩa phát xít." Một số nhà sử học đã dẫn chứng một lệnh ban hành ngày 19 tháng 1 năm 1945, yêu cầu việc ngăn ngừa ngược đãi thường dân. Một lệnh của Hội đồng quân sự Phương diện quân Belorussia 2, có chữ ký của Nguyên soái Rokossovsky, đã ra lệnh bắn bọn trộm cướp và hiếp dâm tại hiện trường của vụ án. Một lệnh ban hành bởi Stavka vào ngày 20 tháng 4 năm 1945 nói rằng cần phải duy trì quan hệ tốt với người dân Đức để giảm kháng cự và để chiến sự kết thúc nhanh hơn.
Trong khu vực chiếm đóng của Liên Xô, các thành viên của SED đã báo cáo cho Stalin cướp bóc và hãm hiếp bởi binh lính Liên Xô có thể dẫn đến một phản ứng tiêu cực của dân Đức đối với Liên Xô và hướng tới tương lai của chủ nghĩa xã hội ở Đông Đức. Stalin đã phản ứng một cách giận dữ: "Tôi sẽ không tha thứ cho bất cứ ai kéo danh dự của Hồng quân xuống bùn."
Theo phía Liên Xô thì trong tháng 5 năm 1945, Nguyên soái G.K.Zhukov đã ký ba quyết định quan trọng về đảm bảo đời sống cho nhân dân Đức ở khu vực do Hồng quân Liên Xô chiếm đóng. Đó là Quyết định số 063 ngày 11 tháng 5 năm 1945 về việc cung cấp lương thực cho người dân ở Berlin, Quyết định số 064 ngày 12 tháng 5 về việc khôi phục vào bảo đảm hoạt động bình thường của các ngành dịch vụ công cộng tại Berlin và Quyết định số 080 ngày 31 tháng 5 về việc cung cấp sữa cho trẻ em ở Berlin. Ông cũng đề nghị Chính phủ Liên Xô khẩn cấp chuyển đến Berlin 96.000 tấn ngũ cốc, 60.000 tấn khoai tây, gần 50.000 gia súc, hàng vạn tấn thực phẩm khác như mỡ động vật, đường. Theo lệnh của ông, tất cả các đơn vị quân đội Liên Xô đóng tại nước Đức, các ủy ban quân quản đều phải tập trung vào việc ổn định đời sống cho nhân dân Đức. Theo tài liệu của Liên Xô thì Zhukov yêu cầu các quân nhân dưới quyền phải thực hiện đúng phương châm: "Căm thù chủ nghĩa phát xít nhưng vẫn phải tôn trọng nhân dân Đức".
Tướng Gareyev, chủ tịch của Học viện Khoa học Quân sự Nga, nhận xét: 
Tất nhiên, sự trả thù, bao gồm cả bạo lực tình dục, đã xảy ra. Một số binh sĩ chỉ đơn giản là không thể kiềm chế tức giận sau những gì Đức Quốc xã đã làm trên đất nước chúng tôi. Nhưng các trường hợp này đã bị trừng phạt nghiêm khắc. Và việc trả thù đã không trở nên phổ biến. Bởi vì ngay khi chúng tôi chiếm đóng các thành phố, kỷ luật đã được thắt chặt. Chúng tôi cung cấp cho người dân Đức thực phẩm, chăm sóc y tế, tuần tra an ninh. Cá nhân tôi đã tham gia giải phóng Đông Đức. Tôi cam đoan, việc lạm dụng tình dục thậm chí không hề được nghe thấy.
Một phụ nữ ở Berlin, Elizabeth Shmeer, theo nguồn của phía Nga cho biết:
Đức Quốc xã nói rằng nếu người Nga đến đây, họ sẽ tàn phá và hãm hiếp khủng khiếp. Nhưng thực tế sau đó rất khác: dù là những người bại trận, quân đội Đức đã gây ra rất nhiều đau khổ cho nước Nga, nhưng những người chiến thắng đã cho chúng tôi thực phẩm còn nhiều hơn những gì chính quyền cũ phân phát. Đối với chúng tôi điều đó là khó hiểu. Một cách cư xử nhân đạo như vậy dường như chỉ người Nga làm được.